# Guillaume du Vair
Guillaume du Vair, né à Paris le 7 mars 1556 et mort à Tonneins le 3 août 1621, était un prélat, homme politique et écrivain moraliste français. Garde des sceaux sous Louis XIII, il disait de son père, le savant jurisconsulte Jean du Vair, qu'il avait toujours gardé l'accent du village de Tournemire dont ils étaient originaires. Traducteur d'Épictète, Du Vair prônait l'acceptation stoïque de « la condition humaine ».  Face à un monde corrompu, il préférait le devoir civique au retrait monastique, comme il l’a dit dans son Exhortation à la vie civile (1606).

## Biographie
Fils d'un avocat de Clermont, il obtient une licence de droit à l'âge de 14 ans. Il voyage en Italie, en Flandre et en Angleterre, puis est conseiller clerc auprès du parlement de Paris. Il s'oppose à la fois à la Ligue et à Henri III.
Pendant les États généraux de 1593 il entraîne le Parlement de Paris à s'opposer à toute candidature étrangère au trône de France en s'appuyant sur la loi salique. Il est ainsi à l'origine de l'Arrêt Le Mestre.
Henri IV lui confie la présidence de la Cour de Justice souveraine à Marseille, puis le nomme premier président du Parlement de Provence. Occupant ces fonctions pendant 17 ans de 1599 à 1616, il concourt à pacifier cette province à l'origine ligueuse. 
Il occupa plusieurs hauts emplois dans la magistrature, embrassa le parti des politiques dans les discordes civiles françaises, et reçut les sceaux sans les avoir sollicités. Ainsi nommé garde des Sceaux de France à la place du chancelier Nicolas Brûlart de Sillery, le 16 mai 1616, mais il démissionna volontairement six mois plus tard. Louis XIII nomme Claude Mangot pour le remplacer, qui le 25 avril 1617 à la mort du maréchal d'Ancre, lui rend les sceaux. Le roi rétablit du Vair, office qu'il tient jusqu'à sa mort. Il eut à lutter contre les intrigues des courtisans. Il fut fait comte et évêque de Lisieux en 1617.
|  |

## Œuvres
- Le Manuel d'Épictète, suivi des réponses à l'empereur Hadrien et translaté en langue française par Guillaume Du Vair (1591).
- De l'Éloquence françoise et des raisons pourquoy elle est demeurée si basse (1594). Réédition : Slatkine, Genève, 1970.
- De la constance et consolation és calamitez publiques (1594) Texte en ligne
- Remonstrance aux habitans de Marseille faicte le vingt-troisiesme jour de décembre 1596 (1596) Texte en ligne
- Harangue faicte à la Royne (1600)
- Harangue à très haulte et très illustre princesse Marie de Médicis, royne de France, à son arrivée à Marseille (1601)
- La Saincte Philosophie, avec plusieurs traitez de piété (1603) Texte en ligne
- De la prière (1606). Réédition : J. Millon, Grenoble, 1999.
- Recueil des harangues et traictez du Sr. Du Vair (1606)
- Arrêts sur quelques questions notables, prononcez en robbe rouge au Parlement de Provence (1606)
- Lettres de Messieurs les Chancelier (Brulart de Sillery), Garde des Sceaux (Du Vair), et President Jeannin, escrites a la Royne Mere (1619) Texte en ligne

Publications posthumes
- Les Œuvres de messire Guillaume Du Vair, reveues par l'autheur avant sa mort et augmentées de plusieurs pièces non encore imprimées (1641). Réédition : Slatkine, Genève, 1970. Texte en ligne
- Mémoires de Marguerite de Valois, suivis des anecdotes inédites de l'histoire de France pendant les XVIe et XVIIe siècles tirées de la bouche de M. le garde des sceaux Du Vair et autres, publiés avec notes par Ludovic Lalanne (1858). Réédition : Kraus. Texte en ligne
- Lettres inédites de Guillaume Du Vair, publiées avec avant-propos, notes et appendice par Philippe Tamizey de Larroque, Paris : A. Aubry, Paris, 1873 Texte en ligne
- Actions et traictez oratoires, édition critique publiée par René Radouant, E. Cornély, Paris, 1911.
- Premières œuvres de piété, édition critique par Bruno Petey-Girard, H. Champion, Paris, 2002.

## Source partielle
Marie-Nicolas Bouillet  et Alexis Chassang (dir.), « Guillaume du Vair » dans Dictionnaire universel d’histoire et de géographie, 1878 (lire sur Wikisource)